# West Caldwell
West Caldwell ist eine Township im Essex County des Bundesstaats New Jersey in den USA. Das U.S. Census Bureau ermittelte bei der Volkszählung 2020 eine Einwohnerzahl von 11.012.

## Geographie
Nach dem United States Census Bureau hat die Stadt eine Gesamtfläche von 13,1 km², wobei keine Wasserflächen miteinberechnet sind.

## Demographie
Nach der Volkszählung von 2000 gibt es 11.233 Menschen, 3.990 Haushalte und 3.112 Familien in der Stadt. Die Bevölkerungsdichte beträgt 858,8 Einwohner pro km². 93,84 % der Bevölkerung sind Weiße, 0,89 % Afroamerikaner, 0,04 % amerikanische Ureinwohner, 3,85 % Asiaten, 0,04 % pazifische Insulaner, 0,61 % anderer Herkunft und 0,75 % Mischlinge. 2,80 % sind Latinos unterschiedlicher Abstammung.
Von den 3.990 Haushalten haben 35,3 % Kinder unter 18 Jahre. 68,1 % davon sind verheiratete, zusammenlebende Paare, 7,4 % sind alleinerziehende Mütter, 22,0 % sind keine Familien, 19,2 % bestehen aus Singlehaushalten und in 11,2 % Menschen sind älter als 65. Die Durchschnittshaushaltsgröße beträgt 2,75, die Durchschnittsfamiliengröße 3,17.
24,7 % der Bevölkerung sind unter 18 Jahre alt, 4,6 % zwischen 18 und 24, 27,6 % zwischen 25 und 44, 24,0 % zwischen 45 und 64, 19,1 % älter als 65. Das Durchschnittsalter beträgt 41 Jahre. Das Verhältnis Frauen zu Männer beträgt 100:90,3, für Menschen älter als 18 Jahre beträgt das Verhältnis 100:86,2.
Das jährliche Durchschnittseinkommen der Haushalte beträgt 83.396 USD, das Durchschnittseinkommen der Familien 94.379 USD. Männer haben ein Durchschnittseinkommen von 67.108 USD, Frauen 45.365 USD. Der Prokopfeinkommen der Stadt beträgt 38.345 USD. 2,1 % der Bevölkerung und 1,2 % der Familien leben unterhalb der Armutsgrenze, davon sind 2,5 % Kinder oder Jugendliche jünger als 18 Jahre und 2,4 % der Menschen sind älter als 65.